# لئونارد کتزمن
لئونارد کَتزمن (انگلیسی: Leonard Katzman؛ ۲ سپتامبر ۱۹۲۷ – ۵ سپتامبر ۱۹۹۶) فیلم‌نامه‌نویس، تهیه‌کننده و کارگردان تلویزیونی اهل ایالات متحده آمریکا بود.
از فیلم‌ها یا مجموعه‌های تلویزیونی که وی در آن‌ها نقش داشته است می‌توان به دالاس و هاوایی فایو-او اشاره نمود.